# Cyclura cornuta onchiopsis
Cyclura cornuta onchiopsis — вымерший подвид игуаны-носорога. Длина тела от 60 до 136 см, окрас варьировал от стально-серого до тёмно-зелёного и даже коричневого. На носу у них был вырост, похожий на рог носорога. Эндемик маленького острова Навасса в Ямайском проливе. Известно только пять старых коллекционных экземпляров этого подвида. С 1966 года его считают полностью вымершим. В вымирании подвида «виновны» вселённые человеком виды: крысы, кошки и домашние козы.

## Синонимы
- C.[yclura] onchiopsis Cope, 1885
- C.[yclura] nigerrima Cope, 1885
- Cyclura onchiopsis Cope, 1886
- Cyclura cornuta onchiopsis Schwartz & Thomas, 1975
- Cyclura cornuta onchiopsis Schwartz & Carey, 1977
- Cyclura onchiopsis Powell, 1999[3]